# United Europe
United Europe e.V. ist ein gemeinnütziger Verein, der die Entwicklung eines pro-europäischen Bewusstseins, pro-europäischer Handlungsweisen und die Verständigung zwischen den Völkern fördern will.
Laut correctiv handelt es sich um „eine[n] Lobbyverband, der ein ‚wettbewerbsfähiges Europa‘ anstrebt“. Im Vorstand und unter den Mitgliedern finden sich vorwiegend Industrievertreter, etwa der Öl-Multi Saudi-Aramco, Meta (früher Facebook), Siemens, Eon und BASF.

## Geschichte
Der Verein wurde 2013 von dem ehemaligen österreichischen Bundeskanzler Wolfgang Schüssel und Jürgen Großmann (u. A. ehemaliger Vorstandsvorsitzender der RWE AG) gegründet. Schüssel war bis Ende 2019 auch Präsident des Vereins. Zu den weiteren Gründungsmitgliedern gehören unter anderem Daniela Schwarzer, Sylvie Goulard, Roland Berger, Peter Terium, Friedrich Merz, Gavin O’Reilly und Anthony Ruys, ehemaliger CEO von Heineken. Der Vereinssitz ist Hamburg.

## Ziel
Ziel der Initiative ist es, die Glaubwürdigkeit Europas zu stärken, die Völkerverständigung zu fördern und vor allem die jüngere Generation für die Idee eines geeinten, wettbewerbsfähigen und liberalen Europas zu gewinnen. Der Verein ist überparteilich und verfolgt keine politischen oder wirtschaftlichen Einzelinteressen. Er finanziert sich ausschließlich aus Mitgliedsbeiträgen und Spenden.

## Verein

### Mitglieder
Zu den Mitgliedern und Unterstützern von United Europe gehören Unternehmen wie BASF, Deutsche Bahn, Kone, Iberdrola, Mondi Group, PWC, Roland Berger, RWE und die Würth-Gruppe und Personen, die auch an Veranstaltungen von United Europe teilnehmen und in Veröffentlichungen von United Europe Beiträge schreiben.

### Vorstandsmitglieder
- Günther H. Oettinger (Präsident), ehemaliger EU-Kommissar[9][10]
- Anthony Ruys (Vizepräsident), ehemaliger CEO Heineken, Niederlande
- Jürgen Großmann (Schatzmeister), deutscher Unternehmer[11]
- Esko Aho (Vorstand), ehemaliger Regierungschef von Finnland
- Carl Haglund, ehemaliger finnischer Verteidigungsminister
- Margaret Jay, Baroness Jay of Paddington, britische Journalistin und Politikerin der Labour Party
- Marcus Lippold, Berater der Europäischen Kommission, Gastdozent für Energiewirtschaft und Energiepolitik
- Hartmut Mayer, Official Fellow und Dozent für Politik und Internationale Beziehungen am St. Peter’s College der Oxford University
- Zach Mecelis, Gründungspartner und Chief Investment Officer (CIO) von Covalis Capital, Litauen
- Simone Menne, Managerin und Aufsichtsrätin
- Friedrich Merz, Rechtsanwalt und Politiker, Deutschland[12]
- Walter Schlebusch, deutscher Manager, ehemaliger CEO von Giesecke & Devrient
- Daniela Schwarzer, Direktorin Deutsche Gesellschaft für Auswärtige Politik (DGAP)

### Geschäftsführung
Die hauptamtliche Geschäftsführung für die Durchführung der Aktivitäten und Projekte von United Europe sowie die Organisation des Vereins obliegt Rieke Schües.

## Aktivitäten
United Europe e.V. veranstaltet Vorträge, Konferenzen, Studien und Rechercheprojekte sowie Seminare für herausragende junge Berufstätige aus ganz Europa. Bei diesen Young Professionals Seminars debattieren die Teilnehmer über Themen, die für Europas Zukunft zentral sind. Bisher (Stand März 2020) fanden 18 Seminare statt.

### Artikelreihe „Europa kann es besser“
2019 hat der Verein gemeinsam mit der Wirtschaftszeitung Handelsblatt eine Artikelreihe initiiert, in der erstmals insgesamt 30 CEOs großer DAX-Unternehmen, mittelständischer Unternehmen und Existenzgründer über die Zukunft des Kontinents reflektieren und Reformvorschläge machen. Unter dem Titel „Europa kann es besser“ erscheint die Artikelserie ab 15. April 2019 bis zu den Europawahlen werktäglich im Handelsblatt auf Deutsch sowie auf Handelsblatt Online und der Website von United Europe auf Deutsch und Englisch. Aus der Artikelserie ist im Herder Verlag ein gleichnamiges Buch entstanden, das am 6. Mai von der CDU-Vorsitzenden Annegret Kramp-Karrenbauer im Rahmen einer Wirtschaftsclub-Veranstaltung in der ESMT Berlin öffentlich vorgestellt wurde.

### Das Römische Manifest
Anlässlich des 60. Jahrestages der Unterzeichnung der Römischen Verträge hat United Europe in Zusammenarbeit mit der Villa Vigoni das Römische Manifest vorgelegt. Es wurde im Rahmen der offiziellen Feierlichkeiten am 25. März an der Deutschen Botschaft in Rom vorgestellt. In dem Manifest machen die Autoren, eine Gruppe junger Wissenschaftler und Berufstätiger aus Europa, einen weitreichenden Vorschlag zur Erneuerung des europäischen Projekts und der Europäischen Union. Sie schlagen die Gründung einer Europäischen Föderalen Union mit demokratischeren und transparenteren Institutionen und klar definierten Kompetenzen vor.

### Digitising Europe Summit
In Kooperation mit dem Vodafone Institute für Gesellschaft und Kommunikation, dem Europäischen Institut für Innovation und Technologie und der Deutschen Welle in Form eines Netzwerks zusammenarbeitend, hat United Europe als Partner den Digitising Europe Summit als eine Veranstaltung für das digitale Europa der Zukunft mitgestaltet, an dem u. a. Angela Merkel und Tom Enders teilnahmen.

### Lobbytätigkeit
United Europe ist im EU-Transparenzregister nach Angabe von LobbyFacts mit 250.000 € Lobbyaufwendungen (für 2016) aufgeführt.

## Auszeichnungen
- „Zukunftspreis der Stiftung für Zukunftsfragen“ im Rahmen des SignsAwards 2019 in der Kategorie „Integration in der Kommunikation“. Laudator: Günther Oettinger, Dankesrede: Margaret Jay, Baroness Jay of Paddington[29][30][31]